# Il mistero del conte Lobos
Il mistero del conte Lobos o Cena a sorpresa (Kuàicān Chē, Wheels on Meals nella versione internazionale) è un film del 1984 diretto da Sammo Hung.
Pellicola distribuita dalla Golden Harvest, con Jackie Chan, Yuen Biao e Sammo Hung che costituiscono un trio irresistibile che si ripeterà in La gang degli svitati. È ambientato in Spagna e tra i cattivi compare Benny Urquidez: il combattimento tra lui e Jackie Chan è considerato una delle migliori sequenze di arti marziali cinematografiche mai realizzate. Il film  non è mai uscito nei cinema italiani.

## Trama
Sylvia è una ladra che si finge prostituta per circuire magnati in Costa Brava. Vi si imbattono i cugini David e Thomas, ristoratori ambulanti a Barcellona. Sylvia approfitta dell'istantantea infatuazione dei due per derubarli. Il giorno successivo i due incocciano in Moby, investigatore privato sulle tracce di Sylvia. La ragazza è infatti l'erede di una considerevole fortuna e una gang criminale la rapisce. I tre dovranno sgominare la gang in una vera e propria battaglia a colpi di arti marziali nel castello dei cattivi.